# Dennis Gyllensporre
Tage Dennis Gyllensporre, ursprungligen Öztürkmen, född 14 juli 1964 i Sankt Örjans församling i Skellefteå, är en svensk före detta officer och tidigare befälhavare för FN:s militära insats i Mali, MINUSMA.
Dennis Gyllensporre är generallöjtnant och har tidigare varit chef för Ledningsstaben, tillika chef för Försvarsmaktens högkvarter (HKV) och chef för Försvarsmaktens specialförband. Han var överkommendant i Stockholm med ansvar för Försvarsmaktens statsceremoniella verksamhet. Gyllensporre är sedan 1 maj 2015 docent i statsvetenskap med inriktning säkerhetspolitik och strategi vid Försvarshögskolan. Han är utbildad civilingenjör vid Kungliga Tekniska Högskolan och har en examen i företagsekonomi, Master of Business Administration, från Warwick Business School samt en filosofie doktorsexamen i Governance and Policy Analysis vid universitetet i Maastricht.

## Biografi
Dennis Gyllensporre är son till studievägledaren Güray Öztürkmen och hans första hustru Irene Johansson. Han och två bröder antog namnet Gyllensporre.
Gyllensporre utnämndes 1987 till fänrik vid Norrlands signalregemente (S 3) i Boden. Där tjänstgjorde han under perioden 1988–1995, med avbrott för militära studier, i befattningar som pluton- och kompanichef. År 1997 tillträdde Gyllensporre som samverkansofficer vid SFOR:s stab vid US Division Headquarters i Tuzla, Bosnien och Hercegovina. Det var en befattning han hade fram till år 1998, då han återgick till tjänst i Sverige som handläggare vid Högkvarteret.
År 2001 återgick han i tjänst i Boden som bataljonschef för Norrlands signalbataljon vid Norrbottens regemente (I 19). 2002–2003 var han militärsakkunnig vid Försvarsdepartementet. Åren 2003–2004 var han Chief Operations Officer i Sudan. År 2004 återgick han som militärsakkunnig vid Försvarsdepartementet. År 2005 tillträdde han som stabschef vid Operativa insatsledningen i Uppsala. Under åren 2005–2008 tjänstgjorde Gyllensporre som sektionschef vid Europeiska unionens militära stab i Bryssel och 2008 placerades han som stabschef vid Natos norra regionkommando i Afghanistan (ISAF).
År 2008 började Gyllensporre vid Ledningsstaben, först som stabschef, och sedan år 2010 som chef för Ledningsstabens utvecklingsavdelning. År 2012 tillträdde han tjänsten som avdelningschef vid Ledningsstabens inriktningsavdelning. Den 27 november 2014 utnämndes Gyllensporre till generallöjtnant samt chef för Ledningsstaben.
Från 3 oktober 2018 till hösten 2021 var Gyllensporre tjänstledig från Försvarsmakten och tjänstgjorde som befälhavare (Force Commander) för FN:s militära insats i Mali, MINUSMA.
Dennis Gyllensporre var gift med läraren Helena Nordgren (född 1965) mellan 1992 och 2019, och har tre barn (födda 1991, 1993 och 1997).

## Militär grad[7]
Dennis Gyllensporre befordrades till fänrik år 1987 och vidare till löjtnant 1988. År 1991 blev han kapten, och 1994 befordrades han till major. Han uppnådde graden överstelöjtnant år 2000 och blev överste 2005. År 2010 befordrades han till brigadgeneral, följt av generalmajor 2012. Slutligen nådde han graden generallöjtnant år 2014.

## Befattningar
Mellan 1988 och 1995 tjänstgjorde Dennis Gyllensporre som pluton- och kompanichef vid Norrlands signalregemente (S 3) i Boden, samtidigt som han genomgick militära utbildningar. Under åren 1997–1998 var han samverkansofficer vid US Division Headquarters (SFOR) i Tuzla, Bosnien-Hercegovina. Därefter arbetade han mellan 1998 och 2000 som handläggare vid Planeringsstaben på Försvarsmaktens högkvarter i Stockholm.
Åren 2001–2002 var han bataljonschef vid Norrbottens regemente (I 19) i Boden, samtidigt som han mellan 2001 och 2003 var militärsakkunnig vid Försvarsdepartementet i Stockholm. Under 2003–2004 tjänstgjorde han som Chief Operations Officer vid Joint Military Mission i Nuba Mountains, Sudan. År 2005 var han stabschef vid Operativa insatsledningen i Uppsala.
Mellan 2005 och 2008 arbetade han som sektionschef för Doctrine and Concepts Branch vid Policy & Plans Division, European Union Military Staff i Bryssel, Belgien. År 2008 tjänstgjorde han som stabschef vid Regional Command North Headquarters, ISAF, i Mazar-E-Sharif, Afghanistan. Under perioden 2008–2010 var han stabschef för Ledningsstaben vid Försvarsmaktens högkvarter i Stockholm.
Åren 2010–2012 var han chef för Ledningsstabens utvecklingsavdelning och därefter avdelningschef för Ledningsstabens inriktningsavdelning 2012–2014. Mellan 2014 och 2018 var han chef för Ledningsstaben och samtidigt chef för Försvarsmaktens högkvarter. Slutligen tjänstgjorde han som Force Commander för MINUSMA mellan 2018 och 2021.

## Utbildning
Dennis Gyllensporre inledde sin militära utbildning med reservofficerskurs vid Signaltruppernas officershögskola i Enköping 1984–1985. Han gick därefter Krigshögskolans allmänna kurs vid Karlberg 1987–1988, följt av Krigshögskolans högre kurs vid Artilleri- och ingenjörshögskolan i Stockholm 1990–1991. Parallellt studerade han vid Datatekniklinjen vid Kungliga Tekniska Högskolan i Stockholm, där han tog civilingenjörsexamen 1991.
Under åren 1993–1994 genomgick han taktisk kurs vid Militärhögskolan i Stockholm och mellan 1995 och 1997 deltog han i teknisk chefskurs vid Försvarshögskolan i Stockholm. Han avlade även en Master of Business Administration (MBA) vid Warwick Business School, University of Warwick, i Coventry, Storbritannien, under perioden 1994–1998.
Åren 2000–2001 studerade han vid US Army Command and General Staff College i Fort Leavenworth, Kansas, där han tog en Master of Military Arts and Science. År 2005 genomgick han Joint Combined Warfighting School vid US Joint Forces Staff College i Norfolk, Virginia. Mellan 2007 och 2010 deltog han i Governance and Policy Analysis Dual Career Programme vid Maastricht Graduate School of Governance, Universitet i Maastricht, Nederländerna, och erhöll en doktorsexamen (Ph.D.). Slutligen deltog han år 2011 i Senior International Defense Management Course vid Defense Resources Management Institute, US Naval Postgraduate School, i Monterey, Kalifornien.

## Övriga uppdrag m.m.
- 2011– : Ledamot av Kungliga Krigsvetenskapsakademien,[10] andre styresman sedan 2022.[11]
- 2012– : Militär expert, Försvarsberedningen  [12]
- 2014–2018: Chef för Försvarsmaktens specialförband
- 2014–2018: Överkommendant i Stockholm
- 2015– : Ledamot i MSB:s insynsråd

## Utmärkelser
- Kommendör med stora korset av Svärdsorden (KmstkSO), 21 mars 2024.[13]
- Konung Carl XVI Gustafs jubileumsminnestecken III (30 April 2016)
- Medaljen För nit och redlighet i rikets tjänst
- Försvarsmaktens förtjänstmedalj
- Försvarsmaktens grundutbildningsmedalj
- Försvarsmaktens medalj för internationella insatser
- Högkvarterets förtjänstmedalj
- Överkommendanten i Stockholms förtjänstmedalj
- Förbundet Sveriges Reservofficerares förtjänsttecken
- Norrlands signalbataljons förtjänstmedalj
- Norrlands signalbataljons minnesmedalj

### Utländska
- Bundeswehrs tjänstgöringsmedalj, ISAF, Afghanistan.
- Officer i Hederslegionen (17 October 2021)[14]
- Officer i National Order of Mali
- Nijmegenmarsch-medaljen
- NATO-medaljen för det forna Jugoslavien
- Joint Military Commission (JMC) Monitor Medal för Nuba-bergen i Sudan
- NATO-medaljen (Non-Article 5)
- FN-medaljen (MINUSMA), utmärkelse nummer 6

## Publiceringar

### Böcker
- Adding Nonlinear Tools to the Strategist's Toolbox. BiblioScholar. 2001. ISBN 9781249403630
- Competing and Complementary Perspectives on the EU as a Crisis Management Actor: An Examination of the Common Security and Defence Policy through Lenses of Idealism and Realism. Maastricht: Boekenplan. 2010. ISBN 9789086661725
- Pursuing Strategy: NATO Operations from the Gulf War to Gaddafi. Palgrave Macmillan. 2012. ISBN 9780230292802
- Political aspirations and perils of security – Unpacking a military strategy for the United Nations. Palgrave Macmillan. 2013. ISBN 9781137008718
- Alike or Different? Scandinavian Approaches to Military Interventions. Santérus Academic Press. 2014. ISBN 978-91-7335-039-6
- Svensk försvarsdoktrin efter kalla kriget: Förlorade decennier eller vunna insikter?. Santérus Academic Press. 2014. ISBN 978-91-7335-038-9

### Artiklar i tidskrifter
- ”Decision Navigation: Coping With 21st-Century Challenges in Tactical Decision-making”. Military Review 83 (5):  sid. 20-31. 2003. ISSN 0026-4148.
- ”L’evolution de la Doctrine Militaire de l’UE”. Défense Nationale et Sécurité Collective 64 (2):  sid. 73-81. 2008. ISSN 1950-3253.
- ”International Legality, the Use of Military Force, and Burdens of Persuasion: Self-Defense, the Initiation of Hostilities, and the Impact of the Choice Between Two Evils on the Perception of International Legitimacy”. Pace Law Review 20 (2):  sid. 484-543. 2010. ISSN 0272-2410.
- ”Militära reflektioner om officersprofessionen”. Kungliga Krigsvetenskapsakademiens Handlingar och Tidskrift (1.häftet):  sid. 23-33. 2014. ISSN 0023-5369.
- ”How much is enough? An examination of military strategic planning at the Swedish Armed Forces”. Kungliga Krigsvetenskapsakademiens Handlingar och Tidskrift (2.häftet):  sid. 6-27. 2014. ISSN 0023-5369.
- ”Observing War – Keeping Peace? Unpacking the Military Strategy of UN Non-Force Missions”. Journal of International Peacekeeping 18 (3-4):  sid. 290-317. 2014. ISSN 1875-4104.
- ”Minding the Gap between Words and Deeds: Towards a New EU Strategy on Security”. European Foreign Affairs Review 20 (1):  sid. 3-22. 2015. ISSN 1384-6299.
- ”On the future of conventional warfare: From closed minds to open systems”. Kungliga Krigsvetenskapsakademiens Handlingar och Tidskrift (4.häftet):  sid. 136-147. 2015. ISSN 0023-5369.